# Зальм-Райффершайдт-Краутхайм, Франц Ксавер фон
Франц Ксавер фон Зальм-Райффершайдт-Краутхайм (нем. Franziskus Xaver von Salm-Reifferscheidt-Krautheim; 1 февраля 1749, Вена, Эрцгерцогство Австрия — 19 апреля 1822, Клагенфурт-ам-Вёртерзе, Австрийская империя) — австрийский кардинал. Епископ Гурка с 25 июня 1784 по 19 апреля 1822. Кардинал-священник с 23 сентября 1816 по 19 апреля 1822.